# Thorsten Wilhelms
Thorsten Wilhelms (Liebenau, 31 luglio 1969) è un ex ciclista su strada tedesco, professionista dal 1999 al 2003. Aveva caratteristiche di Velocista.

## Palmarès
- 1993 (dilettanti)

5ª tappa Giro della Bassa Sassonia (Rheine > Nienburg/Weser)
1ª tappa Postgirot Open (? > Kristiansand)
6ª tappa Postgirot Open (Halmstad > Kungsbacka)
7ª tappa Postgirot Open
- 1999 (Greese, una vittoria)

1ª tappa Commonwealth Bank Classic
- 2000 (Nurnberger Versicherung, una vittoria)

1ª tappa Grande Prémio Joaquim Agostinho (Praia de Santa Cruz > Azambuja)
- 2001 (Nurnberger Versicherung, cinque vittorie)

3ª tappa Vuelta a Cuba (Santiago di Cuba > Bayamo)
5ª tappa Vuelta a Cuba
Prologo Giro della Bassa Sassonia (Soltau > Soltau)
1ª tappa, 1ª semitappa Giro della Bassa Sassonia (Heide > Wolfsburg)
2ª tappa Grande Prémio Joaquim Agostinho (Lourinhã > Azambuja)
- 2002 (Team Coast, sei vittorie)

3ª tappa Tour of Qatar (Camel Race Track > Doha)
5ª tappa Tour of Qatar (Sealine Beach Resort > Doha)
Classifica generale Tour of Qatar
1ª tappa Volta ao Algarve (Tavira > Tavira)
1ª tappa Giro della Bassa Sassonia (Melle > Einbeck)
4ª tappa, 1ª semitappa Giro della Bassa Sassonia (Duderstadt > Hannover)
- 2003 (Team Bianchi, una vittoria)

1ª tappa, 2ª semitappa Giro della Bassa Sassonia (Wolfsburg > Goslar)

### Altri successi
- 2002 (Team Coast)

Classifica punti Tour of Qatar